# Linux Libertine
A Linux Libertine egy szabadon használható és nyílt forrású betűtípus, ami GPL és OFL licencek alatt használható fel. A Libertine Open Fonts Project készítette a kereskedelmi célú Times Roman jellegű betűkészletek szabad alternatívájaként. Fejlesztése a szintén szabadon használható FontForge betűszerkesztő program alatt történik.
A Linux Libertine egy proporcionális serif betűtípus, mely a 19. századi könyvekre hasonlít, bár fejlesztése során lényeges szempont volt a korszerű felhasználhatóság. Több mint 2000 unicode karaktert tartalmaz, beleértve számos görög, cirill, héber karaktert. Emellett számos ligatúrát kínál fel (mint ff, fi, ct, …), speciális karaktereket (mint amilyen az IPA fonetikus jelölőrendszere), nyilakat, római számokat, kiskapitális formát, és sok más kiegészítő jelet. Az OpenType és Graphite implementáció lehetővé teszi az automatikus pozicionálásokat és cseréket, mint amilyenek a valódi fraktúrák, ligatúrák és kerning párok.
2009-ben az alábbi változatok érhetőek el TTF, OTF és forráskódú változatban:
- Normál (antikva)
- Félkövér
- Dőlt (kurzív)
- Dőlt félkövér
- Kiskapitális

## Különleges karakterek
A Linux Libertine része a Tux logo  az U+E000 unicode kódon és a nagy ß betű is.

## Speciális tulajdonságok
A betűkészlet támogatja az alábbiakat:
- valódi kerning (egymásba lógó betűk kezelése)
- nagy eszcet (ß)
- dupla mássalhangzó-párok (pl. ff)
- tudományos karakterek (matematika, kémia)
- hinting (képernyős kijelzés támogatása)

## OpenType tulajdonságok
A Linux Libertine - ellentétben a legtöbb, forgalomban levő karakterkészlettel - támogatja az OpenType lehetőségek nagy részét. Ezek egyrészt segítik a gépi tipográfiai korrektséghez szükséges támogatást (például, hogy a kiskapitális formát ne egy kisebb méretű nagybetűből, hanem egy azonos méretű kiskapitális betűből jelenítse meg, vagy hogy a törteket 1/3 helyett ⅓ formában jelenítse meg) másrészt pedig segíti a minél szebb megjelenítést (mint amilyenek a valódi kerning párok, a pontos pozicionálás vagy a ligatúrák). A támogatott OpenType lehetőségek közül néhány:
- valódi kiskapitális forma
- valódi ligatúrák (modern és történelmi)
- tört formák (2/3)
- többféle számkészlet (azonos szélességű, változó szélességű, sima vagy áthúzott nulla)
- stílus ekvivalensek (pl. SS-ß, nagy ö oldal vagy felső ékezettel, stb.)
- szóvégi karakterformák (amely nyelveknél van)
- alsó- és felsőindex formák
- környezetfüggő karaktercserék (pl. amikor a kis "f" belelógna az utána jövő kérdőjel tetejébe)
- azonos jelentésű alternatívák összefogása (pl. "a"-hoz kapcsolva elérhető az összes "a" változat: kiskapitális, alsóindex, alternatív alak, …)

Fontos tudni, hogy teljes OpenType támogatást még nagyon kevés program nyújt. Az egyik legteljesebb implementáció a xetex, a TeX rendszer egyik kiegészítője. A Scribus és a Gimp programok is több-kevesebb sikerrel kezelik a legtöbb lehetőséget, amit a Linux Libertine (és az OpenType) nyújt.

## Graphite tulajdonságok
A Linux Libertine betűtípusnak létezik egy Graphite betűtulajdonságokat támogató változata is (Linux Libertine G), amit az FSF.hu alapítvány támogatásával Németh László készített el, és folyamatosan fejleszt tovább. A Graphite változat többek közt a következő betűtulajdonságokat támogatja:
- Ligatúrák
- Kiskapitális
- Ugráló számok
- Automatikus ezrestagolás
- Számelhelyezés, pl. egymás alá írt számoknál egyenlő helyfoglalású karaktereket lehet elérni
- tört formák
- alsó- és felsőindex formák

Mint láthatjuk a Graphite betűtípus által támogatott betűtulajdonságok nagyjából megegyeznek az OpenType betűtulajdonságokkal, csak néhol egészítik ki azokat. A Graphite változat létjogosultságának az igazi oka a jobb támogatás, ugyanis a Graphite betűtechnológia teljes körűen támogatott a LibreOffice és részben az OpenOffice.org irodai programcsomagban, ami nagyban megkönnyíti az alkalmazásukat.

## Lásd még
- Linux Biolinum
- Libertinus
- Unicode betűtípusok
- Betűképek listája

## Külső hivatkozások
- Hivatalos weblap
- Linux Libertine G
- Linux Libertine G betűtulajdonságokat bemutató könyv